# Staggstarr
Staggstarr (Carex nardina ssp. nardina) är en flerårig gräslik växt inom släktet starrar och familjen halvgräs. Staggstarr växer i täta platta tuvor och har ljusbruna basala slidor. Dess släta strån är vanligen böjda och bladen är styva, korta, smala och böjda. Axen blir från fem till åtta mm långa, har tre till fem hanblommor upptill och tre till sju honblommor nertill. De mörkbruna axfjällen blir från 2,5 till 3 mm, är äggrunda, trubbiga, smalt hinnkantade och i spetsen ofta fransiga. De blekbruna fruktgömmena blir från 3 till 3,5 mm, har otydliga nerver, kort skaft och kort, sträv, kluven näbb. Staggstarr blir från tre till åtta cm hög och blommar i juli.

## Utbredning
Staggstarr är sällsynt i Norden, men trivs bäst på torr, stenig, kalkrik mark i högfjällen, såsom vindblottor och klipphyllor. Dess utbredning i Norden sträcker sig till fjälltrakter i Norge, Sverige samt Islands och Svalbards högland.